# Södra Abborrtjärnen (Silleruds socken, Värmland)
Södra Abborrtjärnen är en sjö i Årjängs kommun i Värmland och ingår i Göta älvs huvudavrinningsområde. Sjöns area är 0,033 kvadratkilometer och den befinner sig 189 meter över havet. Belägen ovanför Norra Abbortjärnen och förbunden med denna genom en bäck.